# 田心车辆段
田心车辆段是深圳地铁16號綫在建的车辆段，位于深圳市坪山区石井街道，鄰近田頭河及擬建的坪山環境園，三邊由金田路、聚龍路及蘭田路包圍。車輛段佔地面積為31.25公頃。田心車輛段除了承擔將來16號綫列車的大架修及部分列車的存放外，亦預留空間予未來19號綫列車大架修使用。車輛段將於2023年完工啟用。
此車輛段以一條長約2.4公里的隧道，與田心站越位隧道接軌，將採用明挖回填及隧道鑽挖機興建。
此段連同16號綫的總承建商為中國鐵建。

## 設施

### 檢修庫
檢修庫將設有12條檢修線，為列車提供定修；而在左方則設有工場一座，用作列車大架修之用。

### 運用庫
運用庫則設18條存車線，以存放16號綫部分列車。

### 咽喉區
此段咽喉區北面將設有工程車車間及調車機車機務段各一座，以承擔全綫定期保固工作；南面近金田路入口將設洗車機一台。而隧道口則設於車輛段東端。

### 試車線
車輛段北面將設有試車線一條，為大架修後的列車提供試車場地。

## 施工進度
- 2019年3月25日，車輛段位置正式開展拆遷工作，清拆位於擬定出入線位置的菜地，面積合共2000平方米[2]。

## 上蓋項目
車輛段用地紅線內面積約24.83公頃，蓋板面積約21萬平方米，蓋上容積率約為2.5，總建築面積約62.85萬平方米。周邊白地研究範圍建築面積150萬平方米，研究範圍地上建築面積共210萬㎡。方案以地鐵田心站為起點，結合田心車輛段上蓋及周邊白地進行一體化設計，打造集產業研發、辦公、配套商業為一體的綜合科技新城。